# ATP Buenos Aires 1999
L'ATP Buenos Aires 1999 è stato un torneo di tennis facente parte della categoria ATP Challenger Series nell'ambito dell'ATP Challenger Series 1999. Il torneo si è giocato a Buenos Aires in Argentina dal 15 novembre 1999 su campi in terra rossa.

## Vincitori

### Singolare
Franco Squillari ha battuto in finale  Hernán Gumy con il punteggio di 5–7, 6–1, 6–4

### Doppio
Guillermo Cañas /  Martín García hanno battuto in finale  Paul Rosner /  Dušan Vemić con il punteggio di 6–4, 6–4